# Diolcogaster facetosa
Diolcogaster facetosa är en stekelart som först beskrevs av Weed 1888.  Diolcogaster facetosa ingår i släktet Diolcogaster och familjen bracksteklar. Inga underarter finns listade i Catalogue of Life.